# La vie est un songe
La vie est un songe (titre original : La vida es sueño) est une pièce de théâtre espagnole métaphysique, écrite en 1635 par Pedro Calderón de la Barca. Cette pièce, qui s'inscrit dans le théâtre baroque espagnol, propose une réflexion sur l'illusion et la réalité, le jeu et le songe. La pièce est découpée en trois journées ; deux intrigues s'entremêlent. L'action se déroule dans une Pologne fictive, proche d'une forteresse, sans aucun souci de vraisemblance.

## Résumé de l'œuvre

### 1erjour
Rosaure se dirige vers la cour royale de Pologne pour se venger du duc Astolphe qui l'a abandonnée après une promesse de mariage. Déguisée en homme, elle est accompagnée de son valet Clairon. Elle aperçoit une forteresse où elle trouve un prisonnier enchaîné, Sigismond. Elle apprend qu’il est encore plus malheureux qu’elle : il n’a jamais quitté sa tour et la seule personne qu’il voit est Clothalde, qui l’éduque et le garde. Celui-ci revient et remarque les intrus. Mais, par l’épée que porte Rosaure, il se rend compte que celle qu’il prend pour un jeune homme (Rosaure déguisée) est son propre enfant, et décide de demander au Roi ce qu’il faut faire. 
Pendant ce temps, à la Cour, le roi Basile entre et révèle un secret à Astolphe et Étoile, son neveu et sa nièce, héritiers de la Couronne. Il est grand astrologue, et il a lu dans les étoiles que son fils serait un tyran. Alors, il l’a fait enfermer dans une prison. Il propose de l’asseoir sur le trône le temps d’une journée. S’il est bon Roi, il sera l’héritier de la Couronne ; sinon, il retournera dans son isolement en croyant que la journée passée n'a été qu'un "songe", et Astolphe et Étoile se marieront et prendront le pouvoir. Le secret divulgué, les intrus ne seront pas punis. Clothalde retourne auprès de Rosaure ravie, et lui apprend qu’elle est sauvée, mais ne lui révèle pas qu’il est son père.

### 2ejour
Rosaure reprend son habit de femme et entre au service d'Étoile. Sigismond se réveille dans le lit royal, Roi pour un jour. Il menace immédiatement de mort Clothalde, les domestiques et manque de respect à Astolphe venu le saluer. Il courtise Étoile comme un rustre ; un domestique, en essayant de l’empêcher, fâche Sigismond, qui le jette par la fenêtre. Sigismond insulte le Roi et au lieu de reconnaissance, il éprouve de la haine pour lui. Puis, il aperçoit Rosaure et veut la violer. Clothalde la défend et entame un combat à l’épée et Astolphe intervient à temps pour le sauver. Puis Sigismond menace le Roi, qui décide sa réincarcération. Astolphe courtise Étoile, qui lui reproche d’être amoureux de la femme du portrait qui pend à son cou (Rosaure). Celui-ci promet de le lui donner. Mais Rosaure veut aussi le récupérer, et elle y réussit grâce à l’entrée d’Étoile. Astolphe ne peut plus le lui donner, et elle le rabaisse. Sigismond retourne en captivité, accompagné de Clairon qui connaît trop de secrets, et il raconte son « rêve » à Clothalde.

### 3ejour
Le peuple veut faire de Sigismond le nouveau Roi, pour éviter un roi étranger (Astolphe). Il est donc libéré et conduit, à l’assaut du château de son père. Clothalde le rencontre, et Sigismond lui accorde sa grâce. Clothalde refusant de se battre pour lui, Sigismond lui permet d’aller aider son Roi qui se dirige vers le champ de bataille. Rosaure retient Clothalde pour lui demander de tuer Astolphe en son honneur. Il refuse car celui-ci lui a sauvé la vie. Elle décide donc de le tuer elle-même, et rejoint Sigismond qui est amoureux d’elle. Clairon meurt, le Roi refuse de fuir et Sigismond l’épargne. Son père reconnaît qu'il n'a pas été juste, et lui demande pardon. Sigismond accepte ses excuses et gagne le trône. Il décide ensuite le mariage de Rosaure et d’Astolphe, ainsi que le sien avec Étoile.

## Personnages

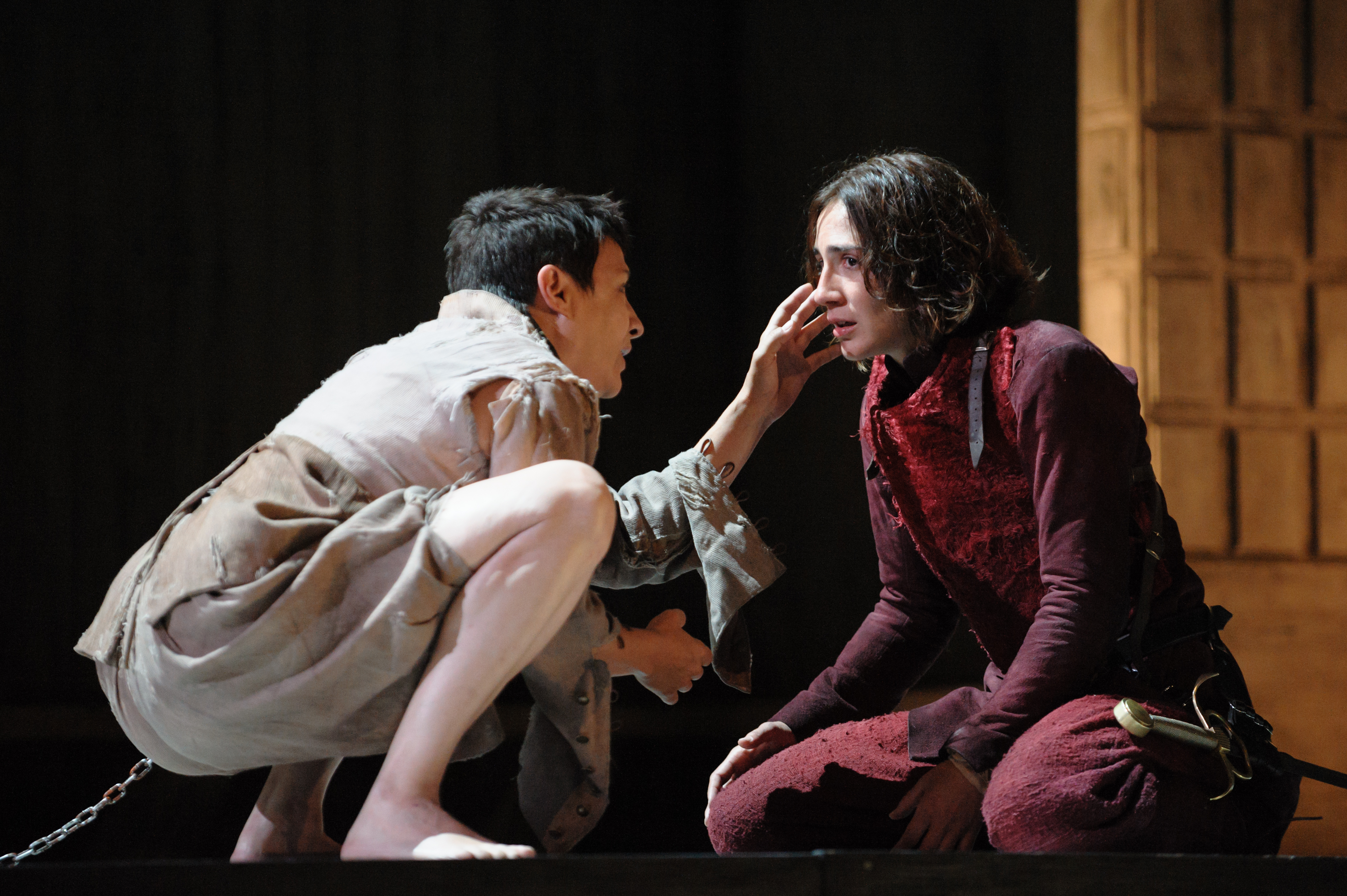
Représentation de La vie est un songe lors du trente-cinquième Festival International de théâtre classique de Almagro.

- Sigismond, jeune héritier du trône, prisonnier du roi Basile
- Rosaure, jeune fille déguisée en homme qui cherche à se venger du duc Astolphe. Il s'agit de la fille de Clothalde.
- Clairon, valet de Rosaure
- Clothalde, père de Rosaure, fidèle courtisan du roi et geôlier de Sigismond
- Le Roi Basile, monarque dont les décisions sont influencées par les signes des astres
- Astolphe, jeune duc, neveu du roi et prétendant à la couronne, il est égoïste, imbu de sa personne et peu sensible au malheur d'autrui
- Étoile, nièce du roi, elle est belle et hautaine

## Mises en scène notoires
- Charles Dullin avec Antonin Artaud et Génica Athanasiou, 1922
- Jean-Yves Ruf, 2019, Bussang, Théâtre du Peuple, avec Thierry Gibault[1].

## Traductions
- Pedro Calderón de la Barca, La vie est un songe, trad. de Bernard Sesé, Paris, Flammarion, 1996, 150 p.  (ISBN 2-08-070973-9).
- Pedro Calderón de la Barca, La vie est un songe, trad. de Michel Truffet, Paris, EJL, 1996, 91 p.  (ISBN 2-277-30130-2).
- Pedro Calderón de la Barca, La vie est un rêve, trad. de Denise Laroutis, Besançon, Les Solitaires intempestifs, 2004, 156 p.  (ISBN 2-84681-113-X).